# Жилкокрил Козлова
Птеригоневр Козлова (Pterygoneurum kozlovii) — вид листостеблових мохів родини потієві (Pottiaceae).

## Опис
Однодомний вид. Дернинки щільні або вид зростає групами особин. Стебло просте, рідше з боковими пагонами. Листки з дистальною пластинкою гладкі; остюк гладкий або різко дрібнозубчастий; ламели 2–6(10) клітин у висоту, не лопатеві. Коробочка занурена чи ні, коротко-яйцеподібна. Спори звільняються після руйнування коробочки.

## Поширення
Вид поширений у Канаді — Британська Колумбія й Саскачеван, у південно-східній Європі (Словаччина, Україна, Росія), Якутії, Монголії.
В Україні зростає на піщаному карбонатному ґрунті в умовах засолення на піщаних масивах та в степах — в Одеській, Херсонській і Запорізькій областях.

## Охорона
Занесений до Червоної книги України  зі статусом «Рідкісний». Не росте в межах природоохоронних територій.